# Los Gatos

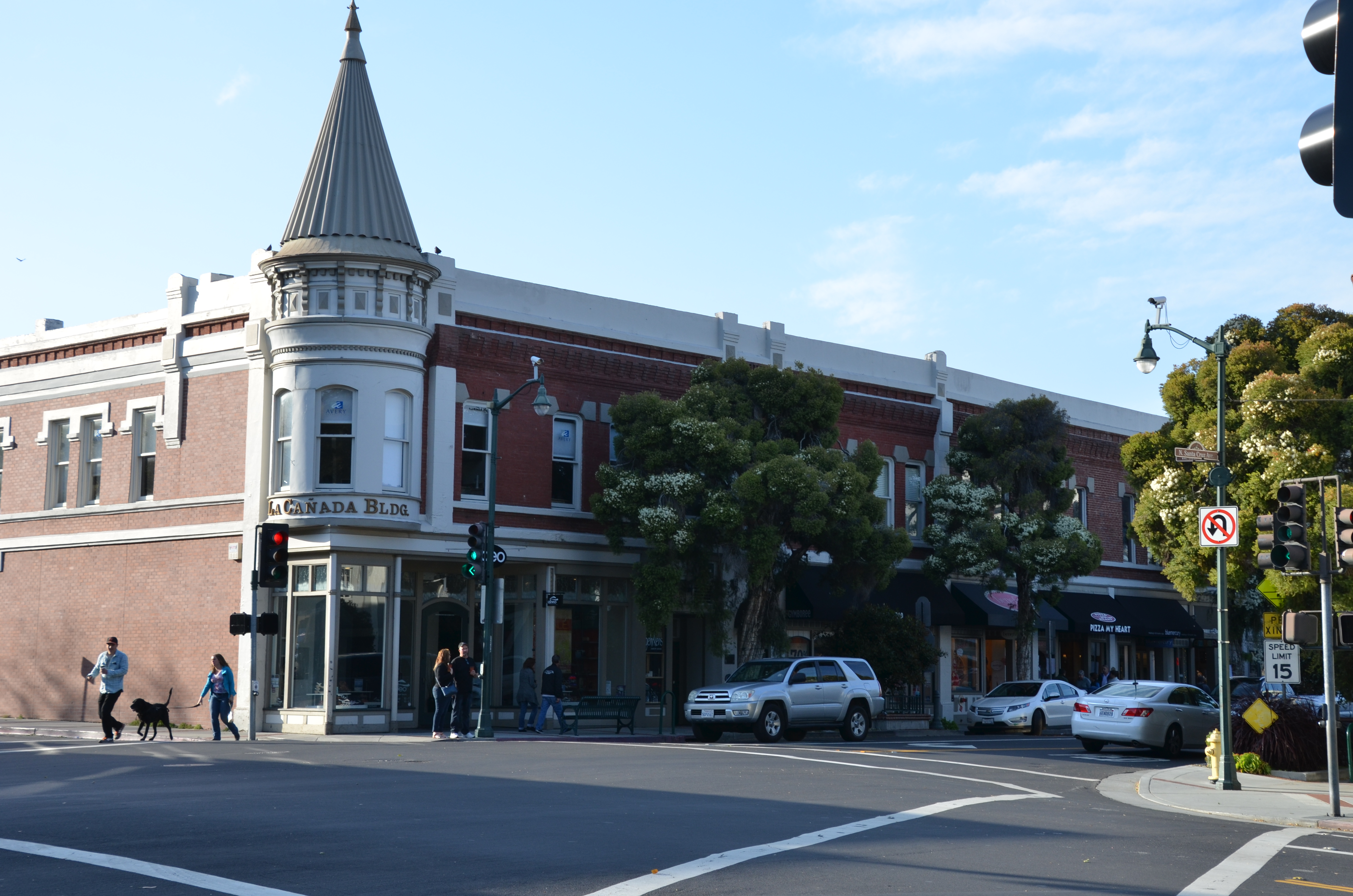
La Cañadagebouw in Los Gatos

Los Gatos is een plaats (town) in de Amerikaanse staat Californië, en valt bestuurlijk gezien onder Santa Clara County.

## Demografie
Bij de volkstelling in 2000 werd het aantal inwoners vastgesteld op 32.839.
In 2020 is het aantal inwoners door het United States Census Bureau geschat op 28.366, een daling van 226 (-0.8%).

## Geografie
Volgens het United States Census Bureau beslaat de plaats een oppervlakte van
28,0 km², waarvan 27,7 km² land en 0,3 km² water. Los Gatos ligt op ongeveer 133 m boven zeeniveau.

## Bijzonderheden
- Hoofdkantoor van het bedrijf Netflix

## Plaatsen in de nabije omgeving
De onderstaande figuur toont nabijgelegen plaatsen in een straal van 16 km rond Los Gatos.

## Geboren in Los Gatos
- Bill Atkinson (1951-2025), softwareontwikkelaar